# Tina Šutej
Tina Šutej, född 7 november 1988 i Ljubljana, är en slovensk stavhoppare.

## Karriär
Šutej tävlade för Slovenien vid olympiska sommarspelen 2012 i London. Hon hoppade 4,25 meter i kvalet i stavhoppstävlingen, vilket inte räckte till en finalplats. Vid olympiska sommarspelen 2016 i Rio de Janeiro tog sig Šutej till finalen i stavhoppstävlingen, där hon slutade på 11:e plats efter hopp på 4,50 meter.
I mars 2022 satte Šutej ett nytt slovenskt inomhusrekord efter ett hopp på 4,80 meter vid en tävling i franska Rouen. Senare samma månad vid inomhus-VM i Belgrad tog Šutej brons i stavhoppstävlingen efter ett hopp på 4,75 meter.

## Personliga rekord
| Utomhus - Stavhopp – 4,80 m (Budapest, 23 augusti 2023) 0NR0 - Höjdhopp – 1,66 m (Ljubljana, 15 april 2006) | Inomhus - Stavhopp – 4,82 m (Ostrava, 2 februari 2023) 0NR0 |